# 8 Mile (Film)

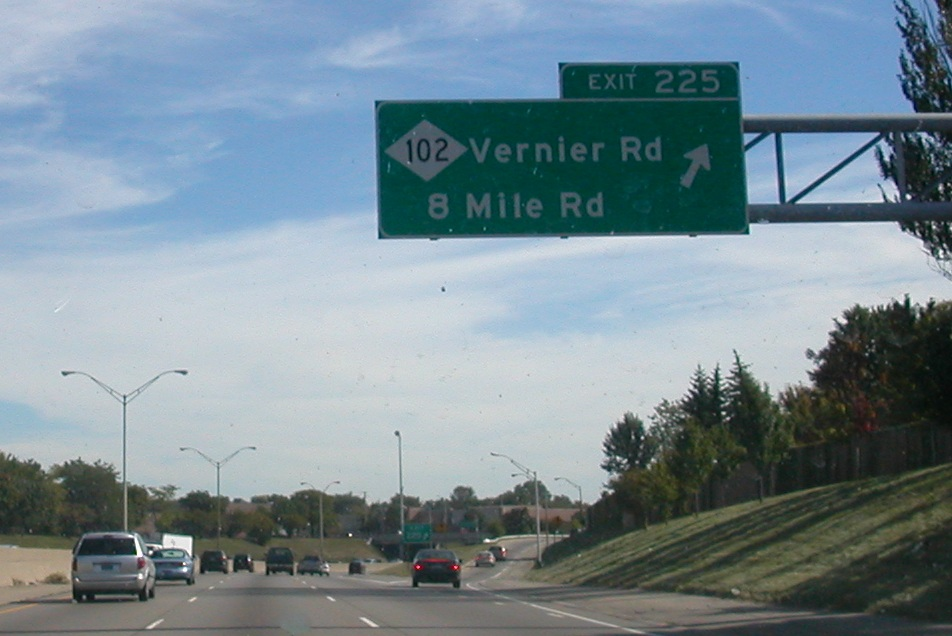
8 Mile Road Exit in der Nähe von Detroit

8 Mile, auch bekannt als 8 Mile – Jeder Augenblick ist eine neue Chance, ist ein US-amerikanischer, Oscar-prämierter Spielfilm aus dem Jahr 2002. Er entstand unter der Regie von Curtis Hanson. In der Hauptrolle spielt der Rapper Eminem in seiner ersten Kino-Rolle den jungen Rapper Jimmy Smith Jr. alias „Rabbit“.

## Filmtitel
Eight Mile Road ist eine Straße, welche die zu über 80 % von Schwarzen bewohnte Automobilstadt Detroit von den zu über 80 % von Weißen bewohnten Vororten nördlich der Stadt (im Oakland und Macomb County) trennt. Der Protagonist Rabbit, einer der wenigen Weißen in dem von Schwarzen geprägten Stadtteil, wird im Film mehrfach aufgefordert, auf die andere Seite der Eight Mile Road zurückzukehren. Der Begriff 8 Mile wird so zum Synonym für soziale und kulturelle Barrieren, die nur schwer zu überwinden sind.

## Handlung
Im Jahr 1995 wohnt der 23-jährige Jimmy „B-Rabbit“ Smith Jr. in der Vorstadthölle Detroits. Die einzige Möglichkeit, aus dem tristen Alltag aus Langeweile und Gewalt auszubrechen, ist seine Selbstverwirklichung im Hip-Hop. Er hat mit ein paar Freunden die Crew „Three One Three“ gegründet. Als weißer Hobby-Rapper innerhalb einer „schwarzen“ Subkultur verspottet, hat er doch nur ein Ziel: den Gewinn des Battle-Raps im Club seines Freundes Future. Er blamiert sich beim ersten Versuch, da ihm die Worte fehlen.
Nach Trennung von seiner Freundin Janeane zieht er zudem zurück in den Wohnwagen seiner alkoholkranken und arbeitslosen Mutter Stephanie, zusammen mit deren gewalttätigem Freund Greg und seiner kleinen Schwester Lily.
Jimmy arbeitet tagsüber als Metallpresser in einer Autofabrik. Da er dringend Geld braucht, bittet er um zusätzliche Schichten, aber sein Vorgesetzter lehnt seinen Antrag wegen seiner gewohnheitsmäßigen Unpünktlichkeit ab. Später freundet er sich mit einer Frau namens Alex an und beginnt, mehr Verantwortung für sein Leben zu übernehmen. Stephanie entdeckt einen Räumungsbefehl, als Jimmy zur Arbeit geht. Sie beschließt, Greg nichts davon zu sagen, da er nach einem Unfall einen großen Scheck erhalten hat, von dem sie hofft, sich und Lily ein neues Haus kaufen zu können.
Jimmys Freundschaft zu Wink, einem Mitbewohner der Wohnwagensiedlung, der Beziehungen zu einem Plattenpromoter hat, wird auf eine harte Probe gestellt, als er herausfindet, dass Wink für Jimmys Rivalen wirbt, eine Rap-Gruppe namens „Leaders of the Free World“, gegen die Jimmy den letzten Rap-Battle verloren hat. Einmal geraten Jimmy und seine Freunde in eine heftige Schlägerei mit der Free World Crew, die unterbrochen wird, als Jimmys Freund Cheddar Bob sie mit einer Waffe bedroht und sich dabei versehentlich in den Schritt schießt; er überlebt, nachdem er ins Krankenhaus gebracht wurde.
Während der Mittagspause bei der Arbeit rappt einer von Jimmys Kollegen einen Freestyle, in dem er seinen Kollegen Paul beleidigt, indem er Paul unterstellt, schwul zu sein, und auch einige andere Mitarbeiter beleidigt. Jimmy rappt einen Freestyle, um Paul zu verteidigen, was sein Selbstvertrauen stärkt, da er von Jimmys Kollegen positiv aufgenommen wird. Alex taucht auf, beeindruckt von Jimmys Talent, und sie schlafen miteinander.
Trotz Stephanies Bemühungen, den Räumungsbefehl geheim zu halten, entdeckt Greg ihn und konfrontiert sie damit. Als Jimmy Greg schlägt, weil dieser seine Mutter zu Boden gestoßen hat, geraten die beiden in einen Streit, der damit endet, dass Greg Stephanie endgültig verlässt. Nachdem Jimmy Stephanie betrunken auf der Veranda liegend gefunden und ins Haus gebracht hat, streiten sich die beiden über Jimmys Verhalten, was damit endet, dass Stephanie Jimmy wütend aus dem Wohnwagen wirft.
Wink arrangiert für Jimmy ein Treffen mit Produzenten in einem Aufnahmestudio, aber Jimmy erwischt Wink und Alex beim Sex. Wütend greift Jimmy Wink an, was Alex zu verhindern versucht. Als Vergeltung lauern Wink und die Leaders of the Free World Jimmy vor seinem Wohnwagen auf und greifen ihn an. Der Anführer der Bande, Papa Doc, bedroht Jimmy mit einer Waffe und droht, ihn zu töten, aber Wink überzeugt ihn, es nicht zu tun. Nachdem die Bande Jimmy in Ruhe gelassen hat, kommt seine Mutter mit genug Geld, um die Zwangsräumung zu verhindern. Sie hat 3.200 Dollar bei einem Bingoturnier gewonnen, und die beiden versöhnen sich.
Future ermutigt Jimmy, sich zu rächen, indem er beim nächsten Rap-Battle gegen die Leaders of the Free World antritt. Jimmy willigt ein, aber sein Chef, dem sein verbesserter Arbeitseinsatz aufgefallen ist, bittet ihn, eine Spätschicht zu übernehmen. Jimmy willigt ein, aber das kollidiert mit dem Battle im Shelter. Alex besucht Jimmy unerwartet bei der Arbeit. Sie verabschiedet sich von ihm, da sie nach New York geht und hofft, Jimmy später im Shelter zu sehen. Das motiviert Jimmy, den Battle zu machen. Er bittet Paul, seine Schicht zu übernehmen, während Jimmy zum Kampf geht.
In jeder Runde muss Jimmy gegen ein Mitglied der Free World Crew antreten. Nachdem er die ersten beiden Runden gegen Lyckety-Splyt und Lotto souverän gewonnen hat, tritt er gegen Papa Doc an. In der ersten Runde kommt Jimmy möglichen Beleidigungen von Papa Doc zuvor, indem er seine eigenen „White Trash“-Wurzeln, sein schwieriges Leben und die Ereignisse des Films erwähnt: seine vorherige Niederlage, Cheddar Bob, Wink und Alex. Mit dieser unkonventionellen Art gelang es ihm, das Publikum auf seine Seite zu ziehen. Er widerlegt auch das Image seines Gegners als Schläger, indem er enthüllt, dass Papa Doc (der eigentlich Clarence heißt) in einem wohlhabenden Vorort aufgewachsen ist, eine Privatschule besucht hat und immer noch bei seinen stabilen, glücklich verheirateten Eltern lebt. Peinlich berührt und ohne etwas zu erwidern, gibt Papa Doc das Mikrofon an Future zurück und gibt den Kampf auf.
Nachdem ihm Alex und seine Freunde gratuliert haben, bietet Future Jimmy an, die Battles im Shelter zu moderieren. Jimmy lehnt mit der Begründung ab, dass die Moderation Sache von Future sei und er sich selbst darum kümmern müsse. Statt anschließend mit seinen Freunden den Sieg zu feiern, geht er zurück zu seiner Extraschicht in der Fabrik, um seinen Traum vom Plattenvertrag auf eigene Faust zu verwirklichen.

## Bezug zu Eminem
Die Parallelen zu Eminems eigener Biographie sind offensichtlich, jedoch war unter den Rezensenten und in der Musikpresse umstritten, inwieweit der Film als autobiographisch gelten kann. Eminem selbst betonte, dass die Handlung nach seiner Geschichte spielte, es handle sich um seinen Aufstieg zum „Rap-Star“. Mittlerweile wird der Film überwiegend als Biopic eingestuft.
Auch Eminems langjähriger Freund Proof spielt im Film als Lil’ Tic mit. Darauf wird auch in dem Rap-Battle zwischen B-Rabbit und Lil’ Tic angespielt, in dem Lil’ Tic „I’ll punish Rabbit or obsolete Future“ sagt, wobei er das „I’ll“ eher verschluckt. Also P(unish) R(abbit) O(r) O(bsolete) F(uture) = Proof.

## Produktion
Die Produktion am The Untitled Detroit Project (8 Mile) begann im Jahr 2000, die Dreharbeiten begannen im September 2001 in Highland Park, Michigan. Laut Paul Rosenberg (Eminems Manager) wurden sowohl Quentin Tarantino als auch Danny Boyle als Regisseure in Betracht gezogen, wobei Boyle nahe dran war, fühlte sich Eminem mehr mit Curtis Hanson verbunden.
Hanson erklärte, dass seine Beziehung zu Eminem begann, als sie über ihre gemeinsame Vision für 8 Mile sprachen. Eminems Bewunderung für Hansons frühere Filme Die Hand an der Wiege und L.A. Confidential trug zur Vertrauensbildung bei. Hanson erkannte, dass Eminem kein Eitelkeitsprojekt wollte, sondern an einem Film mit Bedeutung mitarbeiten wollte. Anfangs zögerte Hanson, Eminem zu engagieren, weil er befürchtete, dass sein Ruf eine Belastung darstellen könnte. Er erinnerte sich an eine Bemerkung des Schauspielers Russell Crowe, der bereits mit Hanson gearbeitet hatte, als er von dem Projekt erfuhr: „Gute Idee, Curtis. Aber wen willst du für die Rolle des Eminem haben?“, was das Risiko verdeutlicht, ob Eminem den Film als Schauspieler tragen könnte. Letztendlich war Hanson von Eminems natürlichem Charisma überzeugt, insbesondere von seinen ausdrucksstarken Augen, eine Eigenschaft, die Hanson als entscheidend für die Bindung des Publikums und das Tragen der Geschichte bezeichnete. Hanson sagte, dass Eminem von Anfang an in 8 Mile involviert war, da Autor Scott Silver das Drehbuch mit ihm im Hinterkopf entwickelte. In den ersten Entwürfen fehlte jedoch ein starker Bezug zu Detroit und Eminems Charakter war ein Hotelpage. Hanson überarbeitete das Drehbuch, um es in der Identität Detroits zu verankern. Er verlegte den Charakter in eine Autofabrik, verlegte die Zeitlinie ins Jahr 1995 und fügte Elemente wie den lokalen Radiosender und Szenen von Brandstiftung hinzu, die die Kämpfe der Stadt symbolisierten. Während sich Eminems Einfluss auf das Drehbuch auf erste Diskussionen beschränkte, arbeitete Hanson während der Proben eng mit ihm zusammen, insbesondere bei den Rap-Battles, und erklärte deren thematische Bedeutung, während Eminem die Texte schrieb, darunter den Titelsong „Lose Yourself“. Hanson legte großen Wert auf die Authentizität der Besetzung, indem er Detroiter einbezog und eine Verbindung zwischen den Schauspielern herstellte, von denen die meisten zum ersten Mal in einem Film mitwirkten. Der Name der Gruppe, 3 1/3, entwickelte sich organisch während der Proben und symbolisiert die Postleitzahl 313 von Detroit sowie eine tiefere Aussage über Identität und Einheit. Hanson ging es darum, eine authentische Darstellung dieser Welt zu schaffen und Schauspieler zu finden, die ihre Charaktere voll und ganz verkörpern konnten.
Eminem lehnte Rollen in Training Day und The Fast and the Furious ab, um in diesem Film mitspielen zu können. Seth Rogen und Jason Segel sprachen beide für Cheddar Bob vor.
Anwohner und Behörden in Highland Park, Michigan, waren verärgert über Eminems Pläne, während der Dreharbeiten zu 8 Mile ein Haus niederzubrennen. Der Rapper versprach, drei leerstehende Häuser abzureißen, spendete 2.000 Dollar an eine Wohltätigkeitsorganisation in Highland Park und hielt vor Highschool-Schülern einen Vortrag über das Filmgeschäft. Doch diese Gesten konnten die rund 50 Anwohner nicht besänftigen, die am 27. November 2001 gegen den Brand protestierten. Die Finanzverwalterin von Highland Park, Ramona Henderson Pearson, sagte, sie unterstütze den Brand. Laut The Detroit News und Detroit Free Press hatte sie das letzte Wort bei der Entscheidung, ob das Haus niedergebrannt wird. Die Mitglieder des Stadtrats von Highland Park hatten sich mehrheitlich gegen das Feuer ausgesprochen. Sie hielten am 27. November 2001 eine Dringlichkeitssitzung ab, um das Thema zu diskutieren, und verabschiedeten mit 4:0 Stimmen eine nicht bindende Resolution gegen die Dreharbeiten. Highland Park war bereits mit Hunderten von abgebrannten Häusern übersät und konnte keine schlechte Publicity gebrauchen. Eine einmonatige Brandstiftungswelle zu Beginn des Jahres 2001 hatte die Anwohner in Angst und Schrecken versetzt, und einige waren der Meinung, dass die Dreharbeiten an einem brennenden Gebäude genau die Probleme verherrlichen würden, die ihre Nachbarschaft plagten. Als Gegenleistung für die Dreharbeiten erklärte sich die Filmgesellschaft bereit, das verlassene Haus und zwei weitere für 20.000 Dollar abzureißen und der Stadt Detroit eine Spende zukommen zu lassen.

## Kritiken
„8 Mile ist nun wirklich nicht das, was man erwartet, oder ich von diesem Film erwartet habe. Es ist nicht die Lebensgeschichte des Rappers Eminem, sondern nur ein kurzer Ausschnitt aus dem Leben eines jungen Mannes, in dem dessen Herkunft und ersten Schritte als Rapper gezeigt werden. […] Die Stimmung des Filmes ist in den Fights meiner Ansicht nach eher mit Rocky zu vergleichen als mit anderen Filmen, die sich offenkundig mit dem Thema ‚Rap‘ und dem ursprünglichen Umfeld dieser Musik befassen. […] Ein guter Film, nicht nur für Eminem-Fans, sondern auch für seine Gegner, oder vielleicht sogar gerade für die?“

„Curtis Hanson predigt in 8 Mile keinen immer wieder gekäuten ideologiebefrachteten Individualismus à la ‚Jeder kann, wenn er nur will‘. Er predigt keinen Einzelaufstieg, auch wenn Eminem in gewisser Weise dafür stehen mag. Er dokumentiert weitgehend eine Welt, und zwar in Sympathie zu ihr, die uns verschlossen scheint und die doch zu dieser einen Welt dazugehört. Sie ist nicht ein Produkt ‚von anderen‘, mit denen wir nichts zu tun haben. Sie ist nicht vom Himmel gefallen oder aus der Hölle hochgestiegen, wie uns einige Ideologen des aufgestiegenen Teils der Einwohner der USA weismachen wollen. Da sehe ich das Verdienst dieses Films. Dass Hanson gleichzeitig Kompromisse macht und machen musste, mag man ihm ankreiden. Aber wer kann gegen Hollywood schon an?“

„‚Juhu, jetzt fängt der nächste Musiker an, sich einzubilden er könne schauspielern!‘ So oder so ähnlich waren meine Gedanken, als ich erfahren habe, dass nun auch Eminem sich als Hauptdarsteller eines Films versucht. Doch das änderte sich schnell, als ich das erste Mal den Trailer geseh’n habe, denn der sah echt nicht schlecht aus, und die Tatsache, dass L.A. Confidential-Regisseur Curtis Hanson hier Regie führt, hatte mir doch ein wenig Hoffnung gegeben. Zurecht, denn 8 Mile ist nicht nur ein Pseudowerbefilm für Rapper Eminem, sondern ein wirklich gutes Drama. Die Story kennt man aus anderen Filmen, doch das, was den Film hier ausmacht, sind die äußerst gelungenen Charaktere und auch die Art, wie das Ganze inszeniert wurde!“

„Was mir sehr gefallen hat, ist die Tatsache, dass 8 Mile kein reiner Rapfilm ist. Primär wird hier das Leben von Jimmy erzählt, in dem Musik nun mal eine sehr wichtige Rolle spielt. Trotzdem vermittelt der Film einen Eindruck von den Wurzeln des Hip Hop, dem Leben der Menschen, denen Rap das Wichtigste ist. Man bekommt eine Ahnung und einen Hauch von Verständnis davon, was hinter dem ganzen ‚Mother fucking‘ wirklich steckt: z. B. ein Weg, mit Wut und Aggression umzugehen. Curtis Hansons Bemühen um Authentizität scheint geglückt. Wie nah dieser Film allerdings wirklich an die Realität kommt, können wohl nur Menschen beurteilen, die wirklich in solchen Vororten aufgewachsen sind.“

„Rabbit alias Eminem [versucht] mit Hilfe der neuen Subkultur Rap das zu erarbeiten, was der früheren Subkultur der Hippies suspekt gewesen war: Ein geregeltes Einkommen, Stolz auf sich selbst, Ansehen und Anerkennung in der Gesellschaft und eine Familie. Rabbit wird in dem Film 8 Mile als ein harter junger Mann dargestellt, der keine Drogen nimmt, sondern sich seine Art von Rausch mit seiner bloßen Stimme und seinem bloßen Körper verschafft, um endlich in der Wirklichkeit des Lebens bestehen zu können, anstatt in die Tristesse der Langeweile und der Gewalt fliehen zu müssen.“

„Wundervoll, dass 8 Mile nicht in Standards verfällt und den Zuschauer mit einem 0815-Happy-End zurücklässt. Der Held scheitert nicht, erringt aber auch keinen Fame in der großen Masse, er nimmt etwas für sich ganz alleine mit … etwas, dass er von Anfang an suchte. Die Katharsis ist vollzogen, der Weg vorgezeichnet – was daraus wird, weiß nur Rabbit allein!“

## Synchronsprecher
Die deutsche Synchronisation entstand nach einem Dialogbuch von Oliver Rohrbeck unter seiner Dialogregie im Auftrag der Berliner Synchron in Berlin.
| Figur                  | Originalsprecher     | Deutscher Sprecher  |
| ---------------------- | -------------------- | ------------------- |
| Jimmy „B-Rabbit“ Smith | Eminem               | Julien Haggège      |
| Alex                   | Brittany Murphy      | Ghadah Al-Akel      |
| Stephanie Smith        | Kim Basinger         | Evelyn Maron        |
| Big „O“                | Waverly W. Alford II | Tobias Meister      |
| Cheddar Bob            | Evan Jones           | Dennis Schmidt-Foß  |
| Clarence „Papa Doc“    | Anthony Mackie       | David Nathan        |
| David „Future“ Porter  | Mekhi Phifer         | Charles Rettinghaus |
| DJ Iz                  | De’Angelo Wilson     | Rainer Fritzsche    |
| Greg Buehl             | Michael Shannon      | Tom Vogt            |
| Janeane                | Taryn Manning        | Ilona Brokowski     |
| Lil’ Tic               | Proof                | Originalton         |
| Lily Smith             | Chloe Greenfield     | Selma Sarstedt      |
| Manny                  | Paul Bates (I)       | Tom Deininger       |
| Sol George             | Omar Benson Miller   | Olaf Reichmann      |
| Wink                   | Eugene Byrd          | Dietmar Wunder      |
| Mike                   | Xzibit               | Originalton         |

## Auszeichnungen
Zusätzlich zu den internationalen Auszeichnungen verlieh die Deutsche Film- und Medienbewertung (FBW) 8 Mile das Prädikat besonders wertvoll. In der Begründung der Jury wird unter anderem die beklemmende Detailgenauigkeit gelobt, mit der das authentische Lebensgefühl des Ghettos eingefangen wird.
| Jahr | Auszeichnung                                      | Kategorie                                                                      |
| ---- | ------------------------------------------------- | ------------------------------------------------------------------------------ |
| 2003 | Oscar                                             | Bester „Original Song“: „Lose Yourself“ (von Eminem, Luis Resto und Jeff Bass) |
| 2003 | MTV Movie Awards                                  | Bester Hauptdarsteller                                                         |
| 2003 | MTV Movie Awards                                  | Bester Newcomer                                                                |
| 2003 | Teen Choice Awards                                | Actor: Drama / Action Adventure                                                |
| 2003 | Teen Choice Awards                                | Breakout Movie Actor                                                           |
| 2003 | BFCA Award der Broadcast Film Critics Association | für den Song „Lose Yourself“                                                   |
| 2004 | ASCAP Award                                       | „Lose Yourself“: meistgespielter Song aus einem Spielfilm                      |
| 2004 | Grammy                                            | Grammy Award for Best Rap Song                                                 |
| 2004 | Grammy                                            | Best Male Rap Solo Performance                                                 |